# Louis Pfenninger
Louis Pfenninger (Bülach, 1 november 1944) was Zwitsers beroepswielrenner van 1964 tot 1975.
De loopbaan van Louis Pfenninger begon als amateur op 19-jarige leeftijd. Zijn eerste grote zege behaalde hij in 1968 in de Zesdaagse in Montreal (Canada), samen met zijn naamgenoot Fritz Pfenninger. In datzelfde jaar won hij de Ronde van Zwitserland. Hij werd achtereenvolgens Zwitsers kampioen tijdrijden in 1970 en op de weg in 1971. Samen met Klaus Bugdahl en Dieter Kemper won hij de Zesdaagse van Zürich. In 1972 won hij opnieuw de Ronde van Zwitserland.

## Erelijst
1968
- Zesdaagse Montreal (Canada)
- Eindwinnaar Ronde van Zwitserland

1969
- Berner Rundfahrt

1970
- Zwitsers kampioen tijdrijden

1971
- 2 etappes in Ronde van Zwitserland
- Zesdaagse Zürich
- Zwitsers kampioen op de weg

1972
- Eindwinnaar Ronde van Zwitserland

## Resultaten in voornaamste wedstrijden
| Jaar | Ronde van Italië | Ronde van Frankrijk | Ronde van Spanje |
| ---- | ---------------- | ------------------- | ---------------- |
| 1967 |                  | 70e                 |                  |
| 1968 | 14e              |                     |                  |
| 1969 |                  |                     |                  |
| 1970 | 52e              |                     |                  |
| 1971 | 41e              |                     |                  |
| 1972 | 19e              |                     |                  |
| 1973 | 49e              |                     |                  |
| 1974 | 32e              |                     |                  |
| 1975 | 19e              |                     |                  |

| Jaar | Milaan-San Remo | Gent-Wevelgem | Parijs-Roubaix | Amstel Gold Race | Ronde van Lombardije |  | WK op de weg |  | Wereldranglijsten |
| ---- | --------------- | ------------- | -------------- | ---------------- | -------------------- |  | ------------ |  | ----------------- |
| 1967 | 17e             |               |                | 21e              |                      |  |              |  |                   |
| 1968 | 68e             | 52e           |                |                  |                      |  | 19e          |  |                   |
| 1969 |                 | 56e           | 34e            |                  |                      |  |              |  |                   |
| 1970 |                 |               |                |                  | 21e                  |  |              |  |                   |
| 1971 |                 |               |                |                  |                      |  |              |  |                   |
| 1972 | 42e             |               |                |                  |                      |  | 27e          |  |                   |
| 1973 |                 |               |                |                  |                      |  |              |  |                   |
| 1974 |                 |               |                |                  |                      |  |              |  |                   |
| 1975 |                 |               |                |                  |                      |  |              |  | 49e (SPP)         |